# ESPN2
ESPN2 é uma rede de televisão por cabo americana de esportes de propriedade da ESPN. O canal estreou em 1 de outubro de 1993.
Inicialmente apelidado de "o demônio", ESPN2 foi inicialmente marcado como uma rede para uma nova geração de fãs de esportes, com gráficos mais ousados, bem como esportes radicais como motocross, snowboard e BMX. Este mandato foi extinto no fim de 1990, como o canal de cada vez serviu como uma segunda saída para a cobertura da ESPN Deportes.

## Primeiros anos

### Estilo
Os gráficos originais da ESPN2 davam destaque as letras "ESPN" retratado de várias maneiras, uma das quais era a oficial, com a consistência de ser apenas o "2" que parecia graffiti e eram pintadas com tinta spray. Gráficos na tela usavam uma fonte ímpar com letras maiúsculas aleatórias, como "Um exemplo é este". Não locutores usavam gravatas e esportes tradicionais tinham nomes duplos, NASCAR foi "Hell on Wheels", o NHL foi "Fogo no Gelo", e assim por diante.

### SportsNight
O primeiro programa foi na ESPN2 SportsNight, um híbrido de notícias esportivas com Keith Olbermann e Suzy Kolber. A estréia foi notada pela declaração de Olbermann no início da transmissão: "Boa noite, bem-vindo ao fim da minha carreira." Várias personalidades notáveis da ESPN começaram no SportsNight da ESPN2, entre eles Stuart Scott, Suzy Kolber e Kenny Mayne. (Não confundir com o curta sitcom da ABC Sports Night, que se centrou na produção de um show similar ao SportsCenter da ESPN, ou o de longa duração mostram BBC Sportsnight).

### Transmissões experimentais
Em seus primeiros anos, a ESPN2 foi usada para algumas transmissões experimentais de esportes. Em 18 de setembro de 1994, a ESPN cobriu a CART Bosch Spark Plug Grand Prix, e a ESPN2 apresentou uma transmissão ao vivo com uma transmissão de todas as câmeras on-board. A ESPN2 incluiu vários noticiários de meia hora focados em esportes específicos, como 2Night NFL (futebol), 2Night NHL (hóquei) e 2Night RPM (automobilismo). Em 1995, estreou na ESPN2 um ticker de notícias de esportes, apelidado de "BottomLine", que esteve presente durante quase 24 horas por dia, ao invés de apenas ter a hora, como tem sido feito na ESPN. Na ESPN2, as transmissões de esportes também foram os primeiros a utilizar regularmente um erro de pontuação.

### ESPN2 desde 1990
Começando no final de 1990, a ESPN2 começou a oferecer muito mais da mesma programação da ESPN, muitas vezes ao ar "derramava" sobre programas de "The Mothership". Gráficos e vestido do locutor tornou-se quase o mesmo que a ESPN, usando apenas azul, onde a ESPN usa vermelho, mais a adição do "2" no final do logotipo. O esquema de cores azul mudou para vermelho em 2007.

### Programação
Eventos esportivos apresentados na ESPN2 tendem a ser desportos alternativos, como o poker, bilhar, lumberjacking, esportes radicais e, mais recentemente, o tambor e cornetas. No entanto, nos últimos anos tem transmissão na ESPN2 cada vez mais mainstream de eventos esportivos, incluindo os jogos da Major League Baseball, a Leste-Oeste Santuário do jogo, muito do Clássico Mundial de Beisebol 2006, muitos Major League Soccer e jogos de basquete da NCAA, a WNBA, o Arena Futebol Liga, as corridas da NASCAR Nationwide Series no sábado à tarde, e os torneios Grand Slam Tennis - Aberto da Austrália, o Aberto da França, Wimbledon e Aberto dos EUA.
A maior parte da produção da ESPN em futebol é transmitido na ESPN2. Isso inclui a Major League Soccer, todos os jogos Barclays Premier League que são transmitidos pela ESPN no Reino Unido, duas dúzias de La Liga, e as partidas dos Estados Unidos nas eliminatórias da "2010 FIFA World Cup". A ESPN2 anteriormente transmitia jogos da UEFA Champions League, até que os direitos para o torneio foram para o Fox Soccer Channel e estações de sua irmã.
Em 2003, começou a transmitir jogos da Major League Lacrosse. Em março de 2007, ambos concordaram com um contrato que será válido até a temporada de 2016.
Todo sábado de manhã na ESPN2 é "Bass sábado" Bass Fishing onde os programas são exibidos.

### Gráficos na tela
O "2" não dispõem de uma tarja como o início da mesma, como as outras letras do logotipo. Ticker ESPN Esportes, o "BottomLine", continua a ser executado na parte inferior da tela, caracterizado em todos os programas ESPN2, enquanto a ESPN ainda só possui o ticker durante seus destaques programas e em: 18 e 58 a cada hora durante a cobertura de jogos ao vivo . ESPN2 agora aparece em 89 milhões de lares nos Estados Unidos, menos de onze milhões da ESPN.

### Conversão para ESPN branding
Em 01 de fevereiro de 2007, o esporte-mídia blog Deadspin informou que a marca ESPN2 seria logo completamente descartada, em favor da ESPN, para gráficos do canal do jogo, semelhante à marca ESPN nas transmissões esportivas da ABC. A marca ESPN2 seriam mantidos apenas para identificação entre os dois canais, como no BottomLine. Esta mudança ocorreu em pleno vigor em 12 de fevereiro de 2007, como todos os elementos gráficos no ar (scorebox, de transição, as bandeiras do microfone, etc) começaram a usar o logotipo da ESPN, em vez de o logotipo ESPN2. Outra, a mudança mais sutil foi feita para o BottomLine, que agora é vermelho, como a versão do BottomLine usados na rede principal e, como esperado, o logotipo ESPN2 permaneceu no pillarboxes BottomLine ESPN2HD e estabelecer uma nova distinção ESPN e ESPN 2.

## ESPN2 HD
ESPN2HD é uma transmissão de alta definição da ESPN2, que lançou-se em janeiro de 2005.
A ESPN2HD foi criada para adicionar mais programação em alta definição com a adição de NASCAR, ESPN First Take, e Mike e Mike na manhã. Todos os três shows são transmitidos a partir do Centro Digital ESPN em Bristol, Connecticut. Há pelo menos 8 horas e meia por dia de programação em alta definição além de eventos esportivos ao vivo o que são mostrados.
Para o FIFA World Cup de 2006, a maioria dos jogos foram mostrados na ESPN2 e ESPN2HD, marcando um marco importante para a rede. Disponibilidade da rede está crescendo, com mais provedores de cabo (Cablevision, Comcast, Cox, Time Warner Cable, e outros), provedores de satélite (DirecTV e Dish Network), ea AT & T U-Verse todos carregam a versão HD.
Assim como ESPNHD, ESPN2HD usa pillarboxes estilizadas o que significa que quando o programa está sendo mostrado é disponível apenas em definição padrão 4:3 (16:9 e não alta definição), o logotipo ESPN2HD é usado para preencher o espaço vazio nas laterais.

## Transmissão simultânea
A ESPN2 também faz transmissão simultânea em muitos jogos com a ESPN, geralmente como parte de uma Full Circle ESPN especial, que abrange uma transmissão única em várias redes ESPN, com cada rede que fornece uma forma diferente de cobertura (tais como ângulos de câmera diferentes).
A ESPN2 também simultâneo com alguma programação ESPNews, muitas vezes durante blecautes local, e por um tempo previsto de uma transmissão de domingo do SportsCenter da ESPN Deportes.
A ESPN2 também muitas vezes carrega SportsCenter em dias onde a transmissão da ESPN regular é invadida por um evento esportivo mais que o esperado. ESPN e ESPN2 também conjuntamente exibido 2 episódios de um documentário especial chamado This is SportsCenter, da ESPN, onde mostrou um documentário mostrando a produção de um episódio de SportsCenter, enquanto o produto acabado exibido em ESPN2.
Tanto a ESPN como a ABC, a ESPN2 tambem realizou a cobertura noticiosa dos ataques de 11 de setembro de 2001.
A ESPN2 também exibiu um jogo de basquete masculino do SEC Championship Game em 2008, para a maioria da nação, uma vez que uma tempestade danificou o local inicial do torneio, fazendo com que o cronograma fosse a ser reorganizado em conflito com a cobertura da CBS, da Big Ten Championship Game. O jogo foi produzido pela CBS. No território da SEC, o jogo do Big Ten apareceu na ESPN2.